# الیو هیل (کنتاکی)
الیو هیل (به انگلیسی: Olive Hill) شهری در ایالت کنتاکی کشور ایالات متحده آمریکا است که جمعیت آن در سرشماری سال ۲۰۱۰ میلادی، ۱٬۵۹۹ نفر بوده‌است.

## نگارخانه

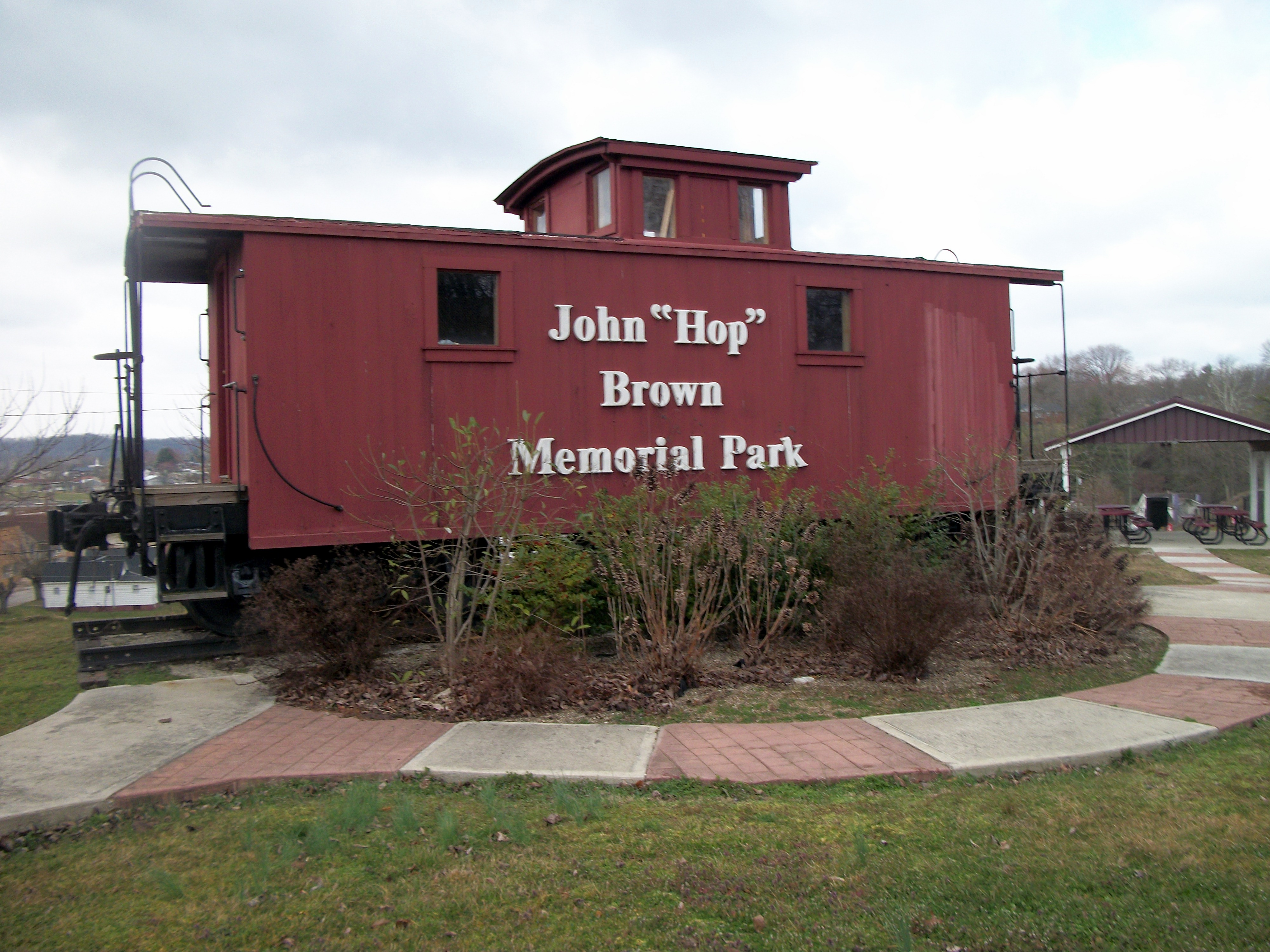
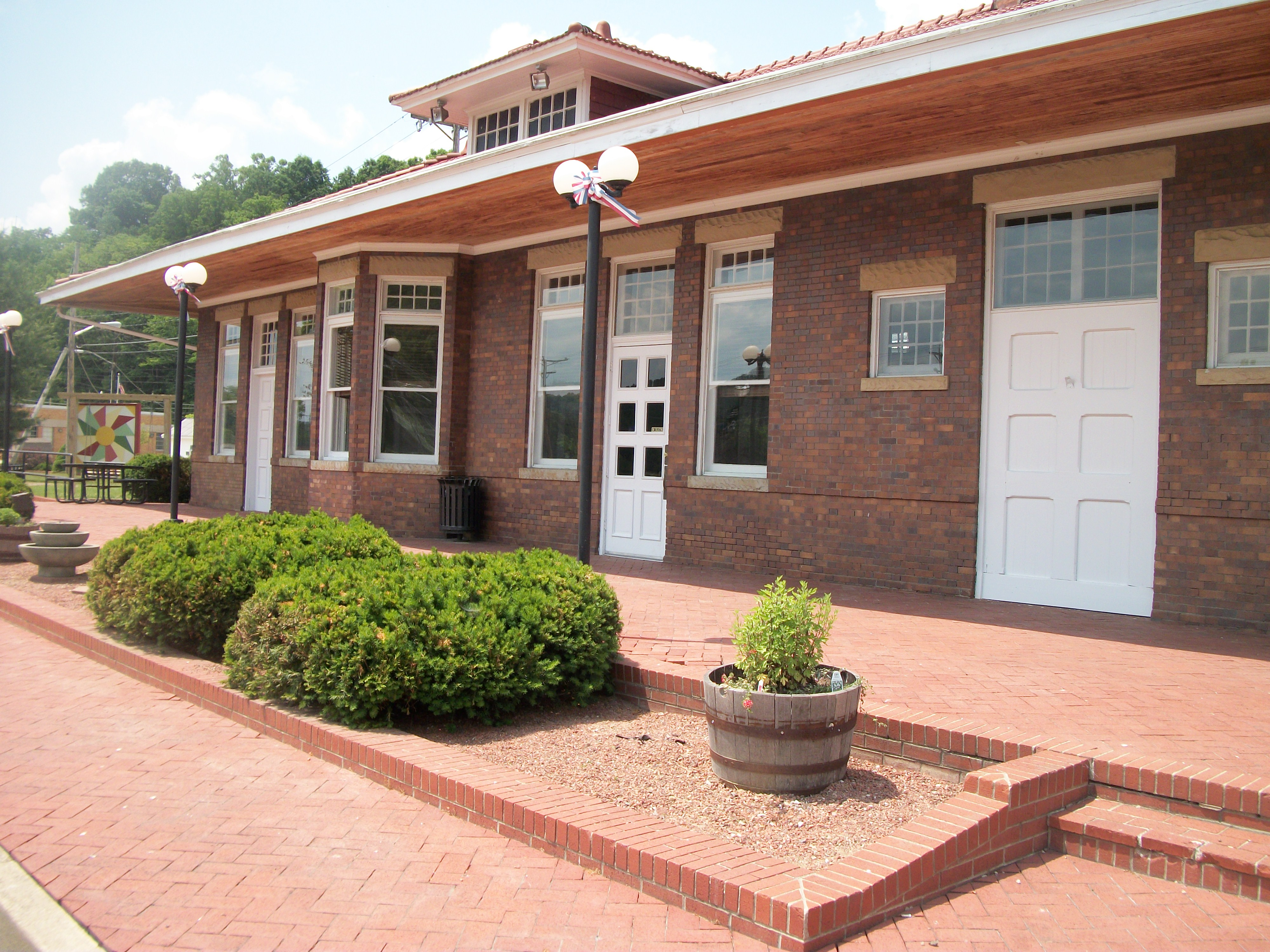